# Selmer
Selmer település az Amerikai Egyesült Államok Tennessee államában, McNairy megyében, melynek megyeszékhelye is. Lakosainak száma 4446 fő (2020. április 1.).

## Népesség
A település népességének változása:

| 2010 | 4 396 |
| 2020 | 4 446 |